# Túlio Souza
Túlio Gustavo Cunha Souza, mais conhecido como Túlio Souza (Campina Grande, Paraíba, 25 de março de 1983), é um ex-futebolista brasileiro que atuava como meia-atacante.

## Carreira
Túlio Souza, se tornou conhecido no futebol brasileiro no ano de 2007, naquela ocasião ele foi considerado um dos destaques do Coritiba na conquista do Campeonato Brasileiro da Série B daquele ano.
Em 2008, ele assinou contrato com o Botafogo-RJ, mas uma série de lesões fizeram com que o jogador não viesse a ter grandes destaques no clube carioca. Teve síndrome de Gilmore e chegou a tomar 30 infiltrações para poder jogar. Seus destaques foram o gol de empate marcado diante do Flamengo na final do Campeonato Carioca de 2009 e em 2010 ele foi um dos destaques da conquista do Campeonato Carioca.
Em 2011, foi emprestado pelo Botafogo ao Botafogo-SP, durante o estadual, depois para o Duque de Caxias para a disputa da Série B do Brasileirão, onde foram seis partidas apenas até ser negociado com o Vila Nova-GO, onde se tornou ídolo da torcida local.
Em 2012, disputou o Campeonato Goiano pelo Itumbiara, em que acabou eliminado ainda na primeira fase.
Em julho de 2013, assinou contrato de 10 meses com o clube Al-Faisaly da Jordânia, mas devido a uma série de dificuldades enfrentadas pelo clube em relação a pagamentos atrasados, o jogador rescindiu o contrato e retornou ao Brasil, assinando contrato para jogar o Campeonato Gaúcho pelo Brasil de Pelotas, onde foi campeão do interior e considerado um dos melhores meio campistas do Gauchão 2014, onde jogou 15 partidas e marcou 2 gols.
No segundo semestre de 2014, acertou com Paraná para a disputa do Campeonato Brasileiro da Série B.
No ano de 2015 acertou com o Botafogo-PB para as disputas do Campeonato Paraibano, Copa do Nordeste, Copa do Brasil e Campeonato Brasileiro da Série C.

## Títulos
Coritiba
- Série B do Brasileiro: 2007

Botafogo
- Taça Rio: 2008, 2010
- Taça Guanabara: 2009, 2010
- Campeonato Carioca: 2010